# Дараг Грин
Дараг Грин (ир. Darragh Greene; Даблин, 20. октобар 1995) ирски је пливач чија специјалност су трке прсним стилом.

## Спортска каријера
На међународној сцени је дебитовао на Универзијади у Тајпеју 2017. где му је најбољи резултат било 6. место у финалу трке на 50 метара прсним стилом. Исте године по први пут је наступио на европском првенству у малим базенима у Копенхагену, али без неких запаженијих резултата.
Прво полуфинале на неком од великих такмичења изборио је на европском првенству у Глазгову 2018. где је пливао у полуфиналима све три појединачне трке прсним стилом, али није успео да се пласира у финале ни једне од три трке. Пливао је и на светском првенству у малим базенима у Хангџоуу 2018, али поново без неких запаженијих резултата.
На светским првенствима у великим базенима дебитовао је у корејском Квангџуу 2019. где је наступио у четири дисциплине. Најбољи резултат постигао је у трци на 50 прсно коју је окончао на укупно 10. месту у поуфиналу. Трке на 100 и 200 прсно окончао је на 17. месту у квалификацијама, а пливао је и квалификације штафете 4×100 мешовито која је, иако је испливала нови национални рекорд Ирске од 3:35,86 такмичење завршила на 14. месту (поред Дарага у штафети су пливали и Брендан Хајланд, Шејн Рајан и Џордан Слоан).
Грин је током 2019. успео да исплива квалификационе норме за наступ на ЛОИ 2020. у Токију у обе појединачне трке прсним стилом.